# Mariánský sloup (Mariánské Lázně)
Děkovný sloup Panny Marie bude v Mariánských Lázních stát symbolicky mezi kostelem Nanebevzetí Panny Marie a Mariiným pramenem na Goethově náměstí. Bude osm metrů vysoký. Socha Panny Marie bude celá ze skla a v denním světle bude zářit.

## Historie

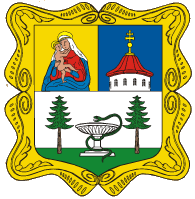
Znak Mariánských Lázní

Iniciátorem vytvoření sloupu Panny Marie je Spolek Mariánský z.s. Rada města záměr podpořila a v červnu 2021 odsouhlasila zápůjčku místa pro sloup na dobu 50 let. Sloup má být připomenutím patronky města, které má Pannu Marii v náručí s Ježíškem ve svém znaku a také poděkováním za pomoc a uzdravení desetitisíců lázeňských hostů. Vznik děkovného sloupu Panny Marie pro Mariánské Lázně svým požehnáním podpořil Mons. Tomáš Holub, biskup plzeňský.
Základní kámen mariánského sloupu byl v sobotu 14. srpna 2021, v předvečer svátku Nanebevzetí Panny Marie, slavnostně požehnán. Slavnosti se zúčastnili: biskup plzeňský mons. Tomáš Holub, opat kláštera v Teplé Filip Zdeněk Lobkowicz, administrátor mariánskolázeňské farnosti Řehoř Pavel Urban, duchovní církve československé husitské Vladimíra Bělunková a Zuzana Kalenská. Dále pak členové rady města místostarosta Zdeněk Král, Vladimír Kajlík a Zbyněk Martínek. Za muzeum promluvil ředitel Jaromír Bartoš. Mezi hosty byli rektor Univerzity Karlovy Tomáš Zima, moderátor a básník Ivo Šmoldas, výtvarnice a sochařka Ludmila Seefried-Matějková a mnoho dalších.